# Joost Broerse
Joost Broerse (* 8. Mai 1979 in De Bilt) ist ein ehemaliger niederländischer Fußballspieler.

## Karriere
Broerse begann seine Profilaufbahn 1997 beim FC Groningen. In seiner ersten Saison als Profi bei diesem Verein stieg seine Mannschaft in die Eerste Divisie ab. Nach zwei Jahren in der Zweitklassigkeit gelang ihm im Jahr 2000 der Wiederaufstieg mit seiner Mannschaft. 2003 folgte dann sein Wechsel zum FC Utrecht. Mit diesem Verein konnte er 2004 den KNVB-Pokal und die Johan Cruijff Schaal gewinnen. Anfang 2008 wechselte er dann schließlich nach Zypern zu APOEL Nikosia, wo er zweimal Meister und einmal Pokalsieger wurde. Sein auslaufender Vertrag wurde nach drei Jahren im Sommer 2011 nicht mehr verlängert. Nach einem Probetraining bei VVV-Venlo, das zu keinem neuen Engagement führte, verpflichtete im August 2011 die SBV Excelsior den erfahrenen Mittelfeldspieler. Für Excelsior spielte er eine Saison, bevor er zu PEC Zwolle wechselte. Nach einem Pokalsieg über Ajax Amsterdam im Jahr 2014 beendete er seine Karriere am Saisonende 2014/15.

## Erfolge
- Niederländischer Pokalsieger: 2004, 2014
- Johan Cruijff Schaal: 2004
- Zyprischer Meister: 2009, 2011
- Zyprischer Pokalsieger: 2008
- Zyprischer Supercupsieger: 2008, 2009